# Sauherad
Sauherad era un municipio de la provincia de Telemark en la región de Østlandet, Noruega. El 1.° de enero de 2020 se fusionó con el municipio de Bø, formando el municipio de Mid-Telemark.